# Festung Schumen

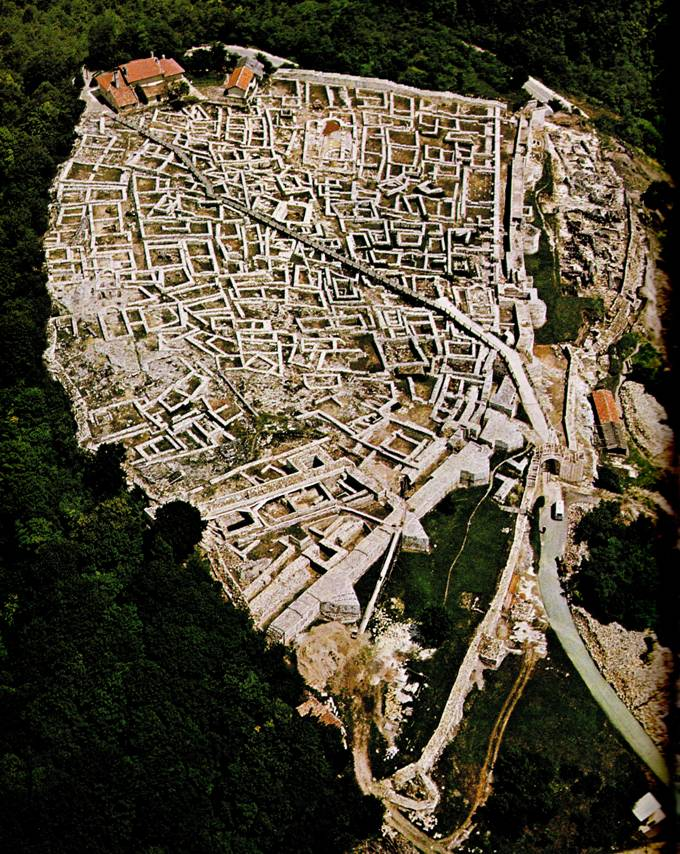
Die Festung aus der Luft

Die Festung Schumen (bulgarisch Шуменска крепост) oder Star grad (bulg. Стар град, zu dt. Alte Stadt) ist eine mittelalterliche Festung oberhalb der bulgarischen Stadt Schumen und ein bedeutendes Kulturdenkmal der Region.
Die Festung war im Mittelalter die Hauptverteidigungsanlage Schumens und eine der wichtigsten Festungen im Nordosten Bulgariens und beherbergt heute ein Museum. Sie ist unter den 100 nationalen touristischen Objekten Bulgariens (Nummer 94) aufgelistet, die vom Bulgarischen Tourismusverband erstellt wurden.

## Lage
Die Festung wurde auf dem Schumen-Plateau, das sich unmittelbar neben der Stadt Schumen befindet, in einer Höhe von 405 m errichtet. Die Anlage befindet sich rund 3 km westlich der modernen Stadt auf dem östlichen Teil des Plateaus. Westlich der Festung erstreckt sich die Kammebene des Plateaus. Aus diesem Grund wurde hier das Haupttor errichtet. Von den anderen Seiten ist die Festung auf Felsen errichtet, die schluchtartig den Rand des Plateaus bilden. Von der Festung aus kann man im Osten die Festung Madara und im Nordwesten die Festung Pliska sehen.

## Geschichte
Die erste Festung wurde von den Thrakern errichtet. Ihnen folgten die Römer und Byzantiner. Im Ersten Bulgarenreich (679–1018) wurde die Festung vernachlässigt, da sich in der Nähe die stark befestigten bulgarischen Hauptstädte Pliska und Preslaw befanden.
Während des Zweiten Bulgarenreichs (1018–1386) erfolgte die Blütezeit der Festung. Die ehemaligen Hauptstädte waren entweder Ruinen (Preslaw), oder spielten keine wichtige regionale Rolle mehr. Der natürliche Schutz durch das Plateau verstärkte die strategische Lage der Festung bei der Abwehr des Mongolensturms.
Während der Herrscherzeit von Iwan Alexander und Iwan Schischman im 14. Jahrhundert war die Festung durch drei Festungsgürtel umringt. Zwei davon, welche die innere Stadt schützten, wurden nach archäologischen Ausgrabungen freigelegt. Die innere Stadt war dicht besiedelt. In ihr befanden sich sechs Kirchen und im westlichen Teil der Palast des Gouverneurs, der zu einem Donjon (Wehrturm) ausgebaut war.
1388 wurde die Stadt von den Osmanen, geführt von Wesir Ali Pascha, eingenommen. Sie nutzten die bestehende Anlage bis 1444 die Kreuzritter von Władysław von Warna die Stadt einnahmen und zerstörten.

## Gegenwart
Heute gehören die Ruinen der Festung zu den am besten untersuchten des Landes. Ausgrabungen in den Jahren 1957–1987 hatten zwischen 1974 und 1981 ihren Höhepunkt. Dabei wurden drei Festungsmauern entdeckt: eine römische, eine byzantinische (die während des Ersten Bulgarischen Reiches und von den Osmanen benutzt wurde) und eine bulgarische aus der Zeit des Zweiten Bulgarenreichs. Die letzte Mauer wurde im Stil der Tarnower Architekturschule gebaut.
Bei den Ausgrabungen wurden auch die Fundamente eines frühbyzantinischen Bades, zwei Stauseen, zwölf Kirchen, ein Klosterkomplex und eine Zitadelle freigelegt. Außerdem wurden gefunden:
- die Schumen-Inschrift des Zaren Iwan Schischman, in der zum ersten Mal die Stadt unter dem Namen Schumen festgehalten ist
- die Tafel eines tanzenden Mannes
- eine Inschrift in kyrillisch „Остро[…] богоин“, die einige Forscher als das älteste Denkmal, das in kyrillischer Schrift verfasst wurde, ansehen
- Sgraffito-Keramik
- typische Troja-Keramik, was als Indiz für Handelsbeziehungen mit der Stadt an den Dardanellen angesehen wird
- liturgische Goldgefäße
- sowie eine große Anzahl von Münzen aus allen Epochen

Die Gesamtfläche der Festung beträgt über 32.000 m². Durch die Ausgrabung wurde festgestellt, dass ein bedeutender Teil der Bevölkerung außerhalb der Festungsmauern in einer Vorstadt gelebt hat.
Im September 2010 wurde bekannt, dass Norwegen und die Gemeinde Schumen Finanzmittel für die Konservierung und Restaurierung der südlichen und der östlichen Festungsmauer bereitstellen. Das ist das zweite große Projekt, nach den Ausgrabungen auf der Insel Sweti Iwan, das Norwegen in Bulgarien mitfinanziert.